# آسا برانکا: یک رؤیای برزیلی
آسا برانکا: یک رؤیای برزیلی (پرتغالی: Asa Branca: Um Sonho Brasileiro) یک فیلم درام ورزشی برزیلی است که در سال ۱۹۸۱ منتشر شد. از بازیگران آن می‌توان به ادسون سلولاری، جانفرانچسکو گوارنیری و ریتا کادیلاک اشاره کرد.